# Pseudogerespa
Pseudogerespa is een geslacht van vlinders van de familie spinneruilen (Erebidae), uit de onderfamilie Calpinae.

## Soorten
- P. adjutus Dognin, 1912
- P. diopis Hampson, 1926
- P. fannius Dognin, 1912
- P. niviferus Dognin, 1912
- P. usipetes Druce, 1898